# Zellenbach (Schwarza)
Der Zellenbach ist ein Gebirgsbach der Gutensteiner Alpen in der Region Schneebergland, und das Hauptgewässer der Gemeinde Rohr im Gebirge.

## Lauf und Landschaft
Der Zellenbach entspringt am Hahnstab (Kleiner Wildföhrenstein, 1161 m ü. A.), einem nördlichen Nebengipfel des Handlesbergs (1370 m ü. A.) bei Schwarzau im Gebirge, in der Bodingschneide. Er rinnt dann nordostwärts, nimmt den Bach vom Heubodenrücken von links auf, und erreicht die Rohrer Ortslagen Winsaberg. Hier münden von rechts der Berlgraben vom Winsaberg (1008 m ü. A.) und das Koppental vom Streimling (1050 m ü. A.), den Gratbergen zum Gutensteiner Klostertal. Dann dreht der Bach auf Nordwest und nimmt noch den Kiensteingraben von links auf. Bis hierher hat der Bach etwa 7 Kilometer zurückgelegt.
Kurz nach Winsaberg mündet dann von rechts der Mausgraben vom Rohrer Sattel, und es erstreckt sich die Ortschaft und Talung Zellenbach über etwa 2½ Kilometer, bis zum Gemeindehauptort Rohr im Gebirge an der Mündung des Rohrgrabens und des Klausbaches von rechts und kurz danach des Edlaberggrabens links vom Edlaberg (1096 m ü. A.).
Ab Rohr wendet sich der Zellenbach südwestwärts und durchfließt den Ortsteil Gegend, ein weites Tal, das sich bis Schwarzau-Markt erstreckt, womit er den Edlaberg beinahe vollständig umrundet. Rechts auf der anderen Talseite erstreckt sich der Rücken der Jochart (1266 m ü. A.). Von dort herunter kommen der Zottlgraben und der Krumbach von der Ortslage Krumbach. Vom Edlaberg kommt noch der Gemeingraben und dann die Langseitegerinne von Langseite.
Dann verengt sich die Talung um eine kleine Talkuppe, und kurz danach, bei Gschaiderwirt schon im Gemeindegebiet von Schwarzau, mündet der Zellerbach nach 17½ Kilometern Lauf von links in die Schwarza, die hier aus dem Tiefental zwischen Größenberg und Sulzberg aus Westen kommt und dann südwärts weiterfließt.
Historisch war es üblich, den Teil der Schwarza oberhalb der Zellenbachmündung „Trauchbach“ oder „Tiefentalbach“ zu nennen und den Beginn der Schwarza hier zu sehen, teils sogar bei Rohr – weil das die Haupttalung ist – oder gar am Rohrer Sattel. Dass der Zellenbach als Gerinne vom Rohrer Sattel das ursprüngliche Konzept ist, zeigt, dass der Bach auf der anderen Seite ebenfalls Zellenbach heißt: Dass die Täler oder Bäche auf beiden Seiten des Passes gleich heißen, findet sich in den Alpen öfter.
Die Gutensteiner Straße (B 21), die Verbindung Wiener Neustadt – Mariazell, verläuft längs des Zellenbaches von Gutenstein und dem Rohrer Sattel kommend bis Langseite, wo sie dann über die Kalte Kuchl nach St. Aegyd wechselt.